# Saskia Weerstand
Saskia Weerstand (Brederwiede, 6 september 1986) is een Nederlandse programmamaker, presentatrice en youtuber/vlogger. Ze begon bij de radio en presenteerde naderhand ook verschillende televisieprogramma's. Daarnaast houdt ze een vlog bij op YouTube.

## Biografie en carrière

### Begin carrière
Weerstand deed de opleiding Media en Entertainment Management. Vervolgens werd ze geselecteerd om mee te doen aan BNN University om in 2011 aan de slag te gaan bij de Evangelische Omroep, waar ze als verslaggever werd ingezet bij NPO Radio 5. Ze maakte reportages voor radioprogramma's als Open Huis en Leef je geloof.

### Radio
In het seizoen 2013-2014 presenteerde Weerstand voor de EO het programma Dit is de nacht op NPO Radio 1. In datzelfde jaar ging ze ook aan de slag als dj bij BEAM Radio. Verder was ze tot 2015 werkzaam als producer van het radioprogramma Jouw Weekendfinale! op NPO 3FM.
Van 2014 tot 2015 presenteerde Weerstand wekelijks het programma Voor KX Gaat De Zon Op op KX Radio. Tevens presenteerde ze dat jaar op invalsbasis verschillende programma's op NPO 3FM. 
In januari 2015 kreeg Weerstand een eigen nachtprogramma op NPO 3FM. Aanvankelijk zou haar wekelijkse programma Saskia van KRO-NCRV in januari 2015 van start gaan. Dit werd echter uitgesteld naar februari 2015 omdat ze die maand van zondag tot en met donderdagnacht Frank van der Lende als nachtjock voor PowNed verving. Tevens vulde ze in de zomer van 2015 de doordeweekse nachtelijke uren van NPO 3FM op door een dan plaatsvindende wijziging in de programmering. Sinds augustus presenteerde Weerstand voor datzelfde radiostation het programma Studio Saskia. In 2016 ging ze samen met Olivier Bakker het programma Saskia & Olivier maken. 
Op 28 september 2018 maakte Weerstand via Twitter bekend dat ze zou vertrekken bij NPO 3FM. Op 14 oktober 2018 presenteerde ze haar laatste radio-uitzending.

### Televisie
Op 31 augustus 2015 was Weerstand voor het eerst te zien als sidekick van Klaas van Kruistum in het televisieprogramma Zapplive (KRO-NCRV). Tussendoor was ze tussen 2017 en 2019 een van de presentatoren van Willem Wever. Toen Zapplive in 2020 werd beëindigd verdween ook Weerstand enkele jaren van het scherm.
Op 22 juni 2023 maakte Weerstand haar terugkeer op televisie bekend. Sinds 2024 is ze te zien als presentatrice van het RTL 4-programma Campingtijd, samen met Koert-Jan de Bruijn.

### Vlogger
In 2016 begon Weerstand aan een wekelijkse vlog op YouTube, samen met haar echtgenoot Sybren Stroo.

## Programmaoverzicht
| Periode     | Programma              | Functie       | Opmerkingen       |
| ----------- | ---------------------- | ------------- | ----------------- |
| 2011 – 2013 | Open Huis              | verslaggever  | voor EO/Radio 5   |
| 2011 – 2013 | Leef je geloof         | verslaggever  | voor EO/Radio 5   |
| 2012 – 2015 | Jouw Weekendfinale!    | producer      | voor EO/3FM       |
| 2013 – 2014 | Refresh                | presentatrice | voor BEAM         |
| 2013 – 2014 | Dit is de nacht        | presentatrice | voor EO/Radio 1   |
| 2014 – 2015 | Voor KX Gaat De Zon Op | presentatrice | voor KX Radio     |
| 2015        | VierSas!               | presentatrice | voor KRO-NCRV/3FM |
| 2015 – 2016 | Saskia                 | presentatrice | voor KRO-NCRV/3FM |
| 2015 – 2016 | Studio Saskia          | presentatrice | voor KRO-NCRV/3FM |
| 2016 – 2018 | Saskia & Olivier       | presentatrice | voor KRO-NCRV/3FM |

| Periode      | Programma              | Functie       | Opmerkingen        |
| ------------ | ---------------------- | ------------- | ------------------ |
| 2014 – 2020  | Zapplive               | sidekick      | voor KRO-NCRV/Zapp |
| 2015         | Zapp Magic Battle      | kandidaat     | voor AVROTROS/Zapp |
| 2017         | Passion Talk           | presentatrice | voor EO/KRO-NCRV   |
| 2017 – 2019  | Willem Wever           | presentatrice | voor AVROTROS/Zapp |
| 2017         | Bij Ron in het kasteel | journalist    | AVROTROS/Zapp      |
| 2018 – 2020  | Zapplive op zondag     | sidekick      | voor KRO-NCRV/Zapp |
| 2024 – heden | Campingtijd            | presentatrice | voor RTL 4         |